# 三上卓
三上卓（日语：／ Mikami Taku/Takashi，1905年3月22日—1971年10月25日），曾服役於舊日本海軍的日本軍人，五一五事件的領導者之一。

## 生平
三上卓出生於日本佐賀縣，他的父親三上新係北鮮日日新聞社長。1926年，三上卓於日本海軍兵學校畢業，成為舊日本海軍的少尉候補生。1927年，任命為海軍少尉。1930年，升任海軍中尉。1932年的五一五事件中，三上卓是刺殺時任首相犬養毅的首謀者之一，在隨後的審判中，他因叛亂罪被判15年監禁。1938年，三上卓獲假釋。1943年，三上卓被任命為大政翼贊會下屬的大日本翼贊壮年團理事。1946年，三上卓成為公職追放令的生效對象之一。1971年在靜岡縣伊豆市旅遊時發病去世，享壽66歲。
《昭和維新之歌》（青年日本之歌）的詞曲均由三上卓於1930年創作。